# Gabriel López Zapiain
Gabriel Alfonso López Zapiain (* 22. April 1943 in Irapuato, Guanajuato; † 18. August 2018 in Guadalajara Jalisco), auch bekannt unter dem Spitznamen Nene, war ein mexikanischer Fußballspieler auf der Position eines Verteidigers.

## Leben
„Nene“ López Zapiain begann seine fußballerische Laufbahn bei seinem Heimatverein Club Deportivo Irapuato, bei dem er von 1964 bis 1971 unter Vertrag stand. Anschließend wechselte er zum Club Deportivo Guadalajara, bei dem er elf Jahre unter Vertrag stand und ein Stammspieler der Epoche der „Chivas flacas“ war, als dem zuvor so erfolgsverwöhnten Verein zwischen 1970 und 1987 kein einziger Titelgewinn gelang.
Seinen einzigen Länderspieleinsatz für die mexikanische Fußballnationalmannschaft absolvierte er am 6. Juli 1971 in einem Freundschaftsspiel gegen Griechenland, das im Aztekenstadion von Mexiko-Stadt ausgetragen wurde und 1:1 endete.
Nach seiner aktiven Laufbahn arbeitete López Zapiain in der Saison 1989/90 als Assistenztrainer von Alberto Guerra beim Club Universidad de Guadalajara und kehrte später zum Club Deportivo Guadalajara zurück, wo er in der Saison 2002/03 als Assistent von Hans Westerhof tätig war. Außerdem arbeitete er im Nachwuchsbereich des Vereins und betreute unter anderem dessen zweite Mannschaft Club Deportivo Tapatío.
López Zapiain starb am 18. August 2018 im Alter von 75 Jahren.